# ميساء عبد الهادي
ميساء عبد الهادي ممثلة فلسطينية، من مدينة الناصرة مواليد نوفمبر 1985 درست وتخرجت من معهد فينجيت هيدروترابيا ومعهد فنون المسرح والتمثيل.(بالعبرية: מאיסה עבד אלהאדי‏). شاركت في أعمال سينمائية ومسرحية وتلفزيونية عديدة، حازت بعض مشاركاتها وأعمالها على جوائز عالمية عديدة، منها على سبيل المثال جائزة «أفضل ممثلة» في مهرجان دبي السينمائي، عام 2011، عن دورها في فيلم «حبيبي راسك خربان» الذي جسدت فيه دور «ليلى».
اعتقلت السلطات الإسرائيلية ميساء عبد الهادي مرتين في شهر اكتوبر 2023 من منزلها في الناصرة، بعد نشرها محتوى على وسائل التواصل الاجتماعي؛ زعمت الشرطة الإسرائيلية أنه يدعم حركتي حماس والجهاد الإسلامي. وُضعت قيد الحبس المنزلي لفترة تجاوزت العام. في ديسمبر 2024، أصدرت محكمة الناصرة قرارًا برفع التقييدات المفروضة عليها، مما أنهى فترة حبسها المنزلي.

## عن حياتها
ولدت ميساء عبدالهادي وترعرعت في مدينة الناصرة لأب طبيب عائلة وأم أخصائية تجميل، لها أختان وأخ. درست وتخرّجت من أكاديمية الفنون المسرحية في تل أبيب. وقد نالت شهادة البكالوريوس في العلاج المائي من معهد فينجيت للتربية البدنية والرياضة. بدأت مشوارها الفني عندما عرض عليها المخرج إيليا سليمان دورًا في فيلم الزمن الباقي، ومن ثم بدأت دراسة التمثيل والتقديم لاختبارات التمثيل؛ كانت لها أدوارًا سينمائية وتلفزيونية ومسرحية نالت على بعض منها جوائز دولية، عرضت أعمالها الفنية على عدة قنوات تلفزيونية. تميزت أدوراها بالمشاهد الصعبة وشكلت حالة بارزة في افلام المخرجين الفلسطينين.
وفي التاسع من مايو 2021 أطلق الجنود الإسرائيليون قنبلة غاز على عبدالهادي أصابتها في رجلها عندما كانت في طريق عودتها من مظاهرة سلمية في مدينة حيفا، جاءت احتجاجًا على طرد عائلات فلسطينية من بيوتهم في الشيخ جراح.

## الملاحقة السياسية بعد عملية طوفان الأقصى
كانت المرة الأولى التي اُعتقلت فيها الممثلة الفلسطينية ميساء عبد الهادي بعد أيام قليلة من هجمات السابع من أكتوبر.
في الساعة 11 صباحًا بتاريخ 12 أكتوبر 2023، وصلت الشرطة إلى منزلها في الناصرة، وصادرت هاتفها بشكل غير قانوني، واقتادتها إلى مركز الشرطة المركزي في المدينة. بعد استجوابها بشأن منشوراتها على وسائل التواصل الاجتماعي، رفضت الشرطة إعادة هاتفها المحمول وهددتها بالاحتجاز إذا لم تقدم لهم رمز المرور لهاتفها. في النهاية، اُطلق سراحها إلى الإقامة الجبرية دون استعادة هاتفها. وفي 23 من اكتوبر اُعتقلت عبدالهادي مرة ثانية بعد حملة تحريضية على وسائل التواصل الاجتماعي من فنانين إسرائيليين، وبلغ الأمر بالوزير الإسرائيلي موشيه أربيل بأن يحاول سحب جنسيتها. تعرضت عبدالهادي خلال اعتقالها للعنف الجسدي واللفظي ونقلتها الشرطة الإسرائيلية طوال فترة اعتقالها من سجن لآخر حتى عُرضت أمام المحكمة في 9 نوفمبر بواسطة منصة زوم. في المحكمة قُدمت لائحة اتهام، تتهمها بدعم منظمة إرهابية والتحريض على الإرهاب، بعد المحاكمة وُضعت عبد الهادي قيد الإقامة الجبرية – وأُطلق سراحها فقط بعد عام.
وكان ادعاء السلطات الإسرائيلية أن عبد الهادي نشرت محتوى على شبكات التواصل الاجتماعي يدعم حركتي حماس والجهاد الإسلامي، ويظهر، من بين أمور أخرى، بحسب ادعاء الشرطة، سخرية من خرق السياج الحدودي في غزة مع تسمية توضيحية تقول "دعونا نذهب على طريقة برلين" (في إشارة إلى سقوط جدار برلين)، وادعوا أنها أعربت عن فرحتها باختطاف جنود ومدنيين في مجموعة واتساب مع أصدقائها. ونتيجة لذلك، تم احتجازها لاستجوابها من قبل الشرطة الإسرائيلية.
وفقًا لمركز "عدالة"، فإن عبد الهادي هي واحدة من 127 امرأة فلسطينية اعتقلتهن الشرطة الإسرائيلية أو استجوبتهن بسبب منشورات على وسائل التواصل الاجتماعي بين 7 أكتوبر 2023 و27 مارس 2024. تكشف شهاداتهن أن ثمة استخداما منهجيا للممارسات المهينة ضد المواطنين الفلسطينيين الأفراد لفرض الردع الجماعي، ومن تلك الممارسات عمليات التفتيش العاري المتكررة، والتصوير في أوضاع مذلة أمام العلم الإسرائيلي، ونشر صور الاعتقال، إلى جانب نشر البيانات الخاصة مثل أرقام الهاتف وعناوين الاقامة.

## أعمالها

### من الأفلام التي شاركت بها،[16][17]
- الزمن الباقي، للمخرج إيليا سليمان
- رجل من دون هاتف، للمخرج سامح زعبي
- حبيبي راسك خربان (2011) «ليلى»، للمخرجة الفلسطينية السورية سوزان يوسف[18]
- شرقية (2012) «نادية»، للمخرج عامي ليفني
- فلسطين ستيريو (2013) «لليلئ»، للمخرج رشيد مشهراوي
- عيون الحرامية (2014)، للمخرجة نجوى نجار
- ديجراديه 2015 «وداد» للمخرجين الأخوان طرزان وعرب ناصر
- 3000 ليلة 2015 «ليال» للمخرجة مي مصري
- المختارون 2016 «جولبين» للمخرج علي مصطفى
- علاقات خاصة 2016 «ميسا» للمخرجة مها الحاج أبو العسل
- التقارير حول سارة وسليم 2018 للمخرج مؤيد عليان
- الملاك 2018 للمخرج ارييل فرومين
- الحارة (2021)
- صالون هدى

### مسرحيات
- يا شمس لا تغيبي خليك قريبة (2011)، للمخرج منير بكري- مسرح انسمبل فرينج الناصرة
- طفشة (2013)- مسرح انسمبل فرينج الناصرة
- إجازة (2013)، للكاتب فيليب باري إخراج جورج إبراهيم وكارلا بلانك - مسرح القصبة، رام الله
- زهرة الأرجوان، للمخرج محمد منادرة- مسرح الخيال
- حرب أو حب للكاتب كارلو جولدوني إخراج عامر حليحل - الأكادمية للفنون
- أربع نساء للكاتبة بام جيمس إخراج اورنا عقاد - الأكاديمية للفنون
- مشاهد من 68 سنة من إخراج كريس وايت - مسرح أركولا، لندن

### أفلام قصيرة
- تاكسي، للمخرجة ميسلون حماد
- مخاض، من إخراج وسيم خير
- منطقة مكتظة للمخرج جيمس أدولفوس
- إلى أين تذهبين للمخرجة روني ساسون إينجيل

## جوائز
حازت ميساء على عدد من الجوائز منها:
- جائزة أفضل ممثلة في جوائز النقاد للأفلام العربية (جزء من مهرجان كان السينمائي) عام 2022، عن دورها في فيلم صالون هدى للمخرج هاني أبو أسعد.
- جائزة أفضل ممثلة في مهرجان دربان للأفلام 2018، جنوب أفريقيا، عن دورها في فيلم التقارير حول سارة وسليم للمخرج مؤيد عليان.
- جائزة أفضل ممثلة في دقا للأفلام 2017، بنغلاديش، عن دورها في فيلم 3000 ليلة للمخرجة مي مصري.
- جائزة أفضل ممثلة في مهرجان عنابة للأفلام 2016، الجزائر، عن دورها في فيلم «3000 ليلة» للمخرجة مي مصري.
- جائزة أفضل ممثلة في مهرجان عنابة للأفلام 2015، الجزائر، بالمشاركة مع ممثلات فيلم ديجراديه للمخرجان طرزان وعرب ناصر.
- جائزة أفضل ممثلة في مهرجان دبي السينمائي الدولي لعام 2011 عن دورها في الفيلم حبيبي راسك خربان للمخرجة سوزان يوسف.

وهي عضو لجنة تحكيم في مهرجان تطوان لأفلام البحر الأبيض المتوسط عن فئة الأفلام القصيرة.

## وصلات خارجية
- ميساء عبد الهادي على موقع IMDb (الإنجليزية)
- ميساء عبد الهادي على موقع روتن توميتوز (الإنجليزية)
- ميساء عبد الهادي على موقع قاعدة بيانات الأفلام العربية
- ميساء عبد الهادي على موقع ألو سيني (الفرنسية)
- ميساء عبد الهادي على موقع أول موفي (الإنجليزية)
- ميساء عبد الهادي على موقع قاعدة بيانات الفيلم (الإنجليزية)
- ميساء عبد الهادي على موقع ليتربوكسد (الإنجليزية)
- ميساء عبد الهادي على موقع كينوبويسك (الروسية)